# 케이 헤이건
자넷 케이 헤이건(Janet Kay Hagan, 1953년 5월 26일 ~ 2019년 10월 28일)는 미국의 정치인이다.

## 학력
- 플로리다 주립 대학교 인문사회 학사
- 웨이크포리스트 대학교 법무박사

## 경력
- 1999.01 ~ 2003.01 제144·145대 노스캐롤라이나 제32선거구 상원의원
- 2003.01 ~ 2009.01 제146·147·148대 노스캐롤라이나 제27선거구 상원의원
- 2009.01 ~ 2015.01 제111·112·113대 노스캐롤라이나 연방상원의원

## 역대 선거 결과
| 선거명      | 직책명                           | 대수  | 정당   | 득표율  | 득표수      | 결과 | 당락                           |
| ----------- | -------------------------------- | ----- | ------ | ------- | ----------- | ---- | ------------------------------ |
| 1998년 선거 | 상원의원 (노스캐롤라이나 제32부) | 144대 | 민주당 | 52.38%  | 20,886표    | 1위  | 노스캐롤라이나 주의원 당선     |
| 2000년 선거 | 상원의원 (노스캐롤라이나 제32부) | 145대 | 민주당 | 61.51%  | 34,353표    | 1위  | 노스캐롤라이나 주의원 당선     |
| 2002년 선거 | 상원의원 (노스캐롤라이나 제27부) | 146대 | 민주당 | 56.17%  | 28,170표    | 1위  | 노스캐롤라이나 주의원 당선     |
| 2004년 선거 | 상원의원 (노스캐롤라이나 제27부) | 147대 | 민주당 | 65.85%  | 49,573표    | 1위  | 노스캐롤라이나 주의원 당선     |
| 2006년 선거 | 상원의원 (노스캐롤라이나 제27부) | 148대 | 민주당 | 100.00% | 30,180표    | 1위  | 노스캐롤라이나 주의원 당선     |
| 2008년 선거 | 상원의원 (노스캐롤라이나 제2부)  | 111대 | 민주당 | 52.65%  | 2,249,311표 | 1위  | 노스캐롤라이나주 상원의원 당선 |
| 2014년 선거 | 상원의원 (노스캐롤라이나 제2부)  | 114대 | 민주당 | 47.26%  | 1,377,651표 | 2위  | 낙선                           |